# La cosecha de hielo
La cosecha de hielo (The Ice Harvest) es una película de suspenso y humor negro estadounidense de 2005 dirigida por Harold Ramis y protagonizada por Randy Quaid, John Cusack, Billy Bob Thornton, Oliver Platt, Mike Starr y Connie Nielsen. El guion es una adaptación de una novela de Scott Phillips.

## Sinopsis
Un abogado de la mafia, Charlie Arglist y su amigo gánster Vic Cavanaugh tienen algo que celebrar en la víspera de Navidad. Han conseguido estafarle más de dos millones de dólares a su jefe Bill Guerrard, el capo de Kansas City. Pero Charlie desea un mayor premio, llevarse consigo a la estríper Renata que dirige el club The Sweet Cage. La aparición de ésta y de su amigo de copas Pete Van Heuten, unido a la gran nevada que está cayendo, convierten la noche de Charlie en una escena de trepidante acción pasada por el hielo.